# Dawson (månkrater)
För andra betydelser, se Dawson.
Dawson är en nedslagskrater på månens baksida. Dawson har fått sitt namn efter den argentinske astronom Bernhard Dawson.

## Satellitkratrar
| Dawson | Latitud | Longitud | Diameter |
| ------ | ------- | -------- | -------- |
| D      | 66.6° S | 131.7° Ö | 39 km    |
| V      | 66.6° S | 137.0° Ö | 58 km    |